# 淋しき街角
『淋しき街角』（さみしきまちかど）は、岡林信康が1978年10月4日に、日本コロムビアより発売した最後のシングル。

## 解説
先に発売したアルバム『セレナーデ』からのシングルカット。
ジャケット写真は、アルバムと同じ構図の別カットが使われている。

## 収録曲
全作詞・作曲：岡林信康、編曲：あかのたちお

### SIDE A
1. 淋しき街角  –  (3:31)

### SIDE B
1. ミッドナイト・トレイン  –  (4:45)

## 収録アルバム
- セレナーデ（1978年）
- 岡林四十五景〜デビュー45周年記念ベスト盤（2013年）  –  「淋しき街角」「ミッドナイト・トレイン」を収録。
- 森羅十二象（2018年）  –  セルフカバーによる「ミッドナイト・トレイン」を収録。